# Tarzan (comédie musicale)
Pour les articles homonymes, voir Tarzan (homonymie).
Tarzan est une comédie musicale de Bob Crowley, inspirée du film d'animation Tarzan (1999), créée le 10 mai 2006 au Richard Rodgers Theatre de Broadway.
La musique est composée par Phil Collins, le livret écrit par David Henry Hwang (en), la chorégraphie de Meryl Tankard.

## Discographie
- ACT I

- 1. Two Worlds
- 2. You'll Be in My Heart
- 3. Who Better Than Man
- 4. No Other Way
- 5. I Need To Know
- 6. Son of Man
- 7. Sure As Sun Turns To Moon
- 8. Waiting For This Moment
- 9. Different

- ACT II

- 10. Trashin' The Camp
- 11. Like No Man I've Ever Seen
- 12. Stranger Like Me
- 13. For The First Time
- 14. Who Better Than Man (Reprise)
- 15. Everything That I Am
- 16. You'll Be In My Heart (Reprise)
- 17. Sure AS Sun Turns To Moon (Reprise)
- 18. Two Worlds (Final)

Bonus Track : Everything That I Am